# Marmerschreeuwuil
De marmerschreeuwuil (Megascops vermiculatus) is een vogel uit de familie Strigidae (uilen). Dit taxon wordt ook beschouwd als ondersoort van de  roodwangschreeuwuil (M. guatemalae).

## Verspreiding en leefgebied
Deze soort komt voor in oostelijk Nicaragua, Costa Rica en westelijk Panama. 